# Иранское космическое агентство
Иранское космическое агентство (ИКА) (перс. سازمان فضايی ايران‎ — Sāzmān-e Fazāi-ye Irān) — государственная организация Ирана по исследованию космического пространства.

## История
В апреле 2003 года было создано Иранское космическое агентство (ИКА). Принимается пятилетний план развития космической отрасли, включающий запуск как минимум пяти спутников связи и дистанционного зондирования Земли, а также нескольких исследовательских микроспутников. ИКА назначается главным координирующим органом, которым ранее фактически являлся Иранский центр дистанционного зондирования.

## Ракеты-носители
Ещё в 2005 г. директор ИКА Реза Тагизаде заявил, что Иран выделяет 500 млн долларов на 5 последующих лет с целью выйти на 8-е место в списке космических держав, самостоятельно запускающих спутники.
В качестве высотных ракет и ракет-носителей Иран использует модификации боевых баллистических ракет серии «Шахаб», которые считаются аналогами ракетам КНДР серии Тэпходон. Иранской ракете-носителю предшествовали зондирующие высотные ракеты.

## Стартовые позиции
- Вблизи города Имамшехр (варианты названия — Эмамшахр, Шахруд, Эмамруд). Отсюда были произведены первые суборбитальные запуски. Здесь же располагается район падения головных частей испытываемых военных ракет.[2] (36°25′ с. ш. 55°01′ в. д.HGЯO)
- Вблизи города Кум. (34°29′39″ с. ш. 51°16′38″ в. д.HGЯO)
- Космодром Семнан вблизи одноимённого города, с которого осуществлены первые неудачный (в августе 2008 года) и успешный (в феврале 2009) космические запуски и проводятся дальнейшие. (35°13′19″ с. ш. 53°53′42″ в. д.HGЯO)

## Суборбитальные запуски
- Ракета IRIS («Шахаб-3») с РДТТ, успешно запущенная 25 февраля 2007 года на суборбитальный полёт, несла неизвестную полезную нагрузку. Головная часть на орбиту не выходила, а по достижении 150 км была спущена на парашюте.[3]
- 4 февраля 2008 Иран успешно запустил на высоту 250 км и затем спустил на парашюте блок с приборами с помощью 2-ступенчатой ракеты «Кавошгар-1» («Исследователь-1») с ЖРД, которая создана на базе военной ракеты с радиусом действия в 2000 миль и состоит из первых 2-х из 3-х ступеней орбитальной ракеты-носителя «Сафир» («Вестник»), созданного на базе боевой ракеты «Шахаб-4», способной выводить на орбиту полезную нагрузку в 150 кг.
- 26 ноября 2008 Иран провел запуск ракеты «Кавошгар-2». На её борту находилась космическая лаборатория и блок обработки телеметрических данных. Через 40 минут после запуска третья ступень ракеты — собственно лаборатория — вернулась на землю на специальном парашюте.

### Запуски в космос животных
См. также Обезьяны в космосе
- Иран является шестой страной, запустившей в космос животных. 3 февраля 2010 Иран провел успешный суборбитальный полёт ракеты «Кавошгар-3» с биокапсулой, в которой находились мышь, черепаха и черви[4], и вернул их на Землю живыми. Иранская аэрокосмическая организация (ИАО) показала прямую трансляцию из этой мини-экологической лаборатории. Это был первый подобный эксперимент в Иране.
- 16 марта 2011 года Иран запустил ракету «Кавошгар-4» с «капсулой жизни» — аппаратом, предназначенным для полета в космос живых организмов с макетом обезьяны.
- В конце сентября 2011 года Иран запустил обезьяну в суборбитальный 20-минутный полёт до высоты 120 км на ракете «Кавошгар-5», но обезьяна погибла в результате аварии.[5]. Иранские СМИ об этом неудачном запуске не сообщили так же, как и о следующем 8 сентября 2012, когда, по заявлению замминистра науки страны М. Мехдинеджада-Нури, «все ожидаемые цели пуска не были достигнуты», что очевидно означает аварию[6].
- 28 января 2013 года иранские СМИ сообщили, что обезьяна-макак по кличке Афтаб была отправлена в космос и благополучно вернулась на землю на борту суборбитальной ракеты Пишгам, достигнув высоты 120 километров.[7] Это был первый успешный запуск примата в космос в Иране, который как большое достижение широко освещался в медиа, в том числе с участием президента Ахмадинеджада.
- 14 декабря 2013 года Иран во второй раз отправил обезьяну в суборбитальный полёт. По сообщению агентства IRNA, примат по кличке Фаргам провёл на высоте 120 километров около 15 минут[8]. Впервые была опробована ракета-носитель с жидким топливом[9].

## Спутники
| # | Спутник | Ракета-носитель | Дата запуска     | Место запуска | Назначение       | Примечания |
| - | ------- | --------------- | ---------------- | ------------- | ---------------- | ---------- |
| 1 | Сина-1  | Космос-3М       | 28 октября 2005  | Плесецк       | Разведывательный |            |
| 2 | Омид    | Сафир-2         | 2 февраля 2009   | Семнан        | Коммуникационный |            |
| 3 | Расад-1 | Сафир-2         | 15 июня 2011     | Семнан        | Разведывательный |            |
| 4 | Навид   | Сафир-2         | 3 февраля 2012   | Семнан        | Универсальный    |            |
| 5 | Фаджр   | Сафир-2         | 2 февраля 2015   | Семнан        | Универсальный    |            |
| 6 | Нур-1   | Касед           | 22 апреля 2020   | Шахруд        | Военный          |            |
| 7 | Хайям   | Союз-2.1б       | 9 августа 2022   | Байконур      | ДЗЗ              |            |
| 7 | Нур-3   | Касед           | 27 сентября 2023 | Шахруд        | ДЗЗ, военный     |            |

Первый иранский спутник «Сина-1» запущен Россией 28 октября 2005 ракетой-носителем Космос-3М с космодрома Плесецк. Иран стал 43-й страной со своим собственным спутником в космосе.
- 17 августа 2008 Иран произвел попытку орбитального запуска ракеты-носителя «Сафир». Заранее (16 августа) было сообщено о предстоящем запуске на орбиту высотой 650 км первого спутника собственной разработки «Омид» («Надежда») массой 20 кг. Сразу после запуска было сделано заявление главы ИКА Реза Тагизаде о успешном выводе на орбиту макетного спутника. Однако международные эксперты не подтвердили эту информацию, а США сообщили, что согласно их средствам наблюдения 2-я ступень ракеты разрушилась на высоте 152 км;
- 2 февраля 2009 Иран успешно запустил на эллиптическую орбиту свой первый спутник «Омид» с помощью собственной ракеты «Сафир-2». Запуск был приурочен к 30-й годовщине исламской революции 1979 года и сделал страну 9-й космической державой со своими ракетами-носителями. По сообщениям иранских СМИ, «Омид» должен послужить для «исследований и работ в сфере телекоммуникаций»[12];
- 15 июня 2011 Иран успешно вывел на орбиту искусственный спутник Земли «Расад-1» («Наблюдатель»). Предполагается, что он будет совершать 15 облётов земной орбиты в сутки на высоте ~ 260 км. Спутник будет работать от солнечных батарей. Космический аппарат будет вести наблюдение и съёмку за объектами на площади 150 км² и передавать информацию на станции земного базирования.
- 2 февраля 2012 запущен искусственный спутник Земли «Номад». Спутник разместится на орбите между 250 и 370 км. Аппарат будет служить для различных целей, в том числе научных: для мониторинга погодных явлений и предупреждения природных бедствий, а также — как спутник связи.
- Предполагается, что 23 мая и в октябре 2012 состоялись неудачные попытки запуска спутника наблюдения Земли «Фаджр», которые Ираном объявлены не были[13].
- 15 января 2019 года проведена попытка запуска космического аппарата мониторинга «Симург». Из за отказа третьей ступени ракеты-носителя, спутник на рассчётную орбиту не выведен[14].
- 5 февраля 2019 попытка запуска спутника связи «Дусти» также окончилась неудачей[15].
- 22 апреля 2020 года Иран при помощи трехступенчатой ракеты-носителя «Касед» («Посланник»/«Гонец») вывел на 425-километровую орбиту первый военный спутник «Нур-1» («Свет-1»)[16][17][18][19].

### Спутники и ракеты-носители
- Второй спутник «Синах-2» ожидался к запуску в 2008.[20]
- Следующий спутник «Месбах» будет построен при помощи специалистов космического агентства Италии, а запущен будет также своей ракетой.
- Со слов Мэхрон Миршамс, заместителя главы Иранской аэрокосмической ассоциации, иранские эксперты заняты в 5 проектах спутников, включая «Зохрех», «Месбах», ЗС-4, СМ-2С и «Сефехр».[21].
- Разрабатываются дальнейшие модификации ракет-носителей — «Шахаб-5» с четырьмя ускорителями на РДТТ для низкоорбитальной полезной нагрузки 250—300 кг и «Шахаб-6» с ускорителями на ЖРД для полезной нагрузки 550 кг.
- 27 июля 2017 года на новом космодроме имени Имама Хомейни успешно проведены испытания ракеты-носителя "Симорг", способной вывести на орбиту груз массой до 250 кг[22].

### Пилотируемые полёты
- 21 ноября 2005 года впервые был выпущен пресс-релиз о планируемой иранской программе пилотируемой космонавтики, включающей одноместный 2-тонный космический корабль и в перспективе небольшую космическую лабораторию.[23]
- 20 августа 2008 года ИКА объявило, что разработает и осуществит собственный пилотируемый запуск в пределах десятилетия.
- 27 августа 2013 в Иране было объявлено о разработке проекта пилотируемого космического корабля, который сможет обеспечить полёт по низкой околоземной орбите до 3-х космонавтов[24].

Согласно неоднократным другим заявлениям официальных лиц, сначала в 2017—2018 гг. планировался первый из суборбитальных полётов иранских космонавтов-фазанавардов на высоту 200 км, а затем в 2021—2022 гг. — первый полёт на орбиту, причём 4 февраля 2013 года президент Ахмадинеджад заявил, что готов после ухода в отставку стать первым космонавтом страны. В случае осуществления этих амбициозных планов в столь жёсткие сроки Иран мог бы стать 5-й космической сверхдержавой с пилотируемой космонавтикой. Согласно заявлению ИКА, Иран также намеревается стать к 2021 году лидирующей аэрокосмической державой региона[какого?].
- В январе 2017 года Иран отказался от продолжения пилотируемой космической программы[25].

## Комментарии
1. 1 2  Спутники Нур и носители Касед разрабатываются и запускаются не Иранским космическим агентством, а Военно-воздушными силами Корпуса стражей исламской революции[10].